# Присяжнюк, Анатолий Иосифович
Анато́лий Ио́сипович Присяжню́к (род. 15 июля 1953, село Куна, Гайсинский район, Винницкая область) — украинский политик, генерал-лейтенант милиции в отставке, генерал-полковник (2010) СБУ. Зампред СБУ (2009—2010). Председатель Киевской областной государственной администрации (2010—2014). Кандидат юридических наук, доцент.

## Биография
В 1980 году окончил Каменец-Подольский сельскохозяйственный институт по специальности «механизация сельского хозяйства», получил квалификацию инженера-механика. В 1993 году — окончил Украинскую академию внутренних дел по специальности «правоведение».

### Трудовая деятельность
- 1972 год — счетовод механизированного отряда Гайсинского районного объединения «Сильгосптехника» Винницкой области.
- 1972 год — 1974 год — служба в Вооружённых силах СССР.
- С 1974 года — инженер — технолог Гайсинского районного объединения «Сильгосптехника» Винницкой области.
- 1974—1975 год — слушатель подготовительного факультета Каменец-Подольского сельскохозяйственного института.
- С сентября 1975 по август 1980 года — студент Каменец-Подольского сельскохозяйственного института.
- 1980 год — 1981 год — ассистент кафедры ремонта машин и технологии металла Каменец-Подольского сельскохозяйственного института.
- С октября 1982 по август 1983 года — госавтоинспектор отдела внутренних дел Симферопольское райисполкома Крымский области, г. Симферополь.
- С 1983 по 1993 год прошёл путь от инспектора отделения по розыску, дорожно-патрульной службы управления ГАИ УВД Крымоблисполкома, г. Симферополь до заместителя начальника управления ГАИ УВД Крыма.
- С 1993 по 1994 год — заместитель министра внутренних дел Крыма, г. Симферополь.
- С 1994 по 2001 год — заместитель начальника Главного управления МВД Украины в Крыму, г. Симферополь.
- С 2001 по 2003 год — начальник Управления МВД Украины Полтавской области.
- С 2003 года по май 2005 года — заместитель Министра внутренних дел Украины — начальник милиции общественной безопасности[2][3].

После службы в МВД занимал должности:
- заместителя Председателя Совета министров Автономной Республики Крым.
- С сентября 2006 по ноябрь 2009 года — Председатель Правления ГАК «Черноморнефтегаз».
- С 10 ноября 2009 по март 2010 года — заместитель Председателя Службы безопасности Украины[4][5].
- С 19 марта 2010 по 2 марта 2014 — глава Киевской областной госадминистрации[6][7].

## Награды
- Орден «За заслуги» I степени (2013 год)[8];
- Орден «За заслуги» II степени (2009 год);
- Орден «За заслуги» III степени (2000 год);
- Почётное звание «Заслуженный юрист Украины» (2002 год);
- Благодарность Президента Украины;
- Почётная грамота Кабинета Министров Украины (2003 год)[9];
- Почётное звание «Заслуженный работник промышленности Автономной Республики Крым» (2008 год);
- Благодарность Постоянного Представителя Президента Украины в Автономной Республике Крым.

## Политическая деятельность
- Депутат Верховной Рады Автономной Республики Крым III созыва 1998—2002 годов,
- с 2006 года — депутат Верховной Рады Автономной Республики Крым V созыва.
- Депутат Киевской областной рады VI созыва

## Звания и ранги
- Первый ранг государственного служащего (25 июня 2011)[10]
- генерал-полковник

## Семья
Женат. Сын Александр — народный депутат Украины VIII созыва от партии «Народный фронт».